# 石门文庙
石门文庙位于湖南省常德市石门县楚江镇文庙路6号，澧水中游北岸。2019年10月被中华人民共和国国务院公布为第八批全国重点文物保护单位。

## 历史
石门文庙始建于宋皇祐四年（公元1052年），地址多次变迁，明弘治十七年（公元1504年）改迁至今址，后多次维修或重建，现存建筑多为清代所建。

## 建筑
石门文庙按南北中轴线对称布局，以大成殿为主体，坐北朝南，原有四进三院，现存三进两院。中轴线上自南向北的建筑依次为：泮池、棂星门、大成门、大成殿、崇圣祠（已毁），两侧有耳房、碑廊、文武官厅、钟鼓楼、厢房、礼（乐）器库等。